# Peter Zijerveld
Peter Zijerveld (De Kwakel, 16 de marzo de 1955) es un deportista neerlandés que compitió en triatlón. Ganó una medalla de oro en el Campeonato Europeo de Triatlón de Media Distancia de 1985.

## Palmarés internacional
| Campeonato Europeo | Campeonato Europeo   | Campeonato Europeo | Campeonato Europeo |
| Año                | Lugar                | Medalla            | Prueba             |
| ------------------ | -------------------- | ------------------ | ------------------ |
| 1985               | Aabenraa (Dinamarca) | Medalla de oro     | Individual         |